# Powermonger
Powermonger är ett realtidsstrategispel utvecklat av Bullfrog, ursprungligen släppt 1990.
Man spelar som en krigsherre och börjar spelet med en kapten och ett gäng följeslagare på en ö, ett av 195 områden i den värld det hela utspelar sig i. Denna värld saknar en kung och det blir spelarens uppgift att erövra världen och bli kung.
Spelets huvudtema utgörs av olika tredimensionella kartor, vars omgivningar och invånare man ska erövra och ta kontroll över. Spelaren har på varje ny karta ett mindre antal soldater till sitt förfogande och även några enstaka byar. Kartorna kan roteras och det går också att zooma in och ut, om än i begränsad form. Varje person på kartan har ett namn och är ganska självgående och kan på egen hand spontant utföra diverse sysslor, såsom fiske eller insamling av ved, utan att spelaren behöver ge något kommando.
Med hjälp av diverse knep som korruption, spioneri, möjligheter att uppfinna saker och att anfalla motståndarna gäller det att erövra varje enskild region och göra slut på allt motstånd. Alla order ger man genom att peka och klicka på olika ikoner i olika sekvenser.
Spelet expanderades senare med tillägget Powermonger: World War I Edition, vilket utspelar sig under första världskriget. 

## Mottagande
Datormagazin ansåg att spelet var för svårt att komma in i, bruksanvisningen var obehaglig eftersom den förklarade alla detaljer men inte gav en begriplig översikt, varken manualen eller spelet gav några ledtrådar, och själva spelet hade inte något som fångade och gav det 6/10 i betyg.